# Laurent Touchart
 (juillet 2021).
Si vous disposez d'ouvrages ou d'articles de référence ou si vous connaissez des sites web de qualité traitant du thème abordé ici, merci de compléter l'article en donnant les références utiles à sa vérifiabilité et en les liant à la section « Notes et références ».
Laurent Touchart est un limnologue français. Il est actuellement professeur de géographie à l'université d'Orléans et a été de 2007 à 2010 directeur du centre d'Études Supérieures de Châteauroux. Ses thématiques de recherches portent sur les lacs et les étangs. Ses terrains de recherches privilégiés sont la France (Limousin et Berry), la Russie et la Roumanie.

## Biographie
Laurent Touchart est né en Vendée d'une famille paternelle d'origine limousine et angoumoise et d'une famille maternelle normande. Le nom de la famille Touchard est orthographié Touchart depuis cinq générations (mariage de Louis Touchart et Françoise Michaud à la mairie de Condac, Charente, en 1878). Alors qu'il n'avait que quatre ans, ses parents s'installèrent sur les rives du Léman, où naquit sans doute sa vocation pour l'étude des lacs. Il fit toutes ses études secondaires au collège-lycée Jean-Jacques Rousseau de Thonon-les-Bains. Après l'obtention d'un baccalauréat série C mathématiques, il fut étudiant en géographie à l'Université de Savoie puis à l'Université de Paris 4 Sorbonne. Il a été successivement professeur agrégé au collège Romain Rolland de Nanterre de 1990 à 1991, professeur agrégé au collège Léon Blum de Villepreux de 1991 à 1995, Maître de conférences à l'Université de Limoges de 1995 à 2002, Professeur des Universités à la Faculté des Lettres et Sciences Humaines de Limoges de 2002 à 2005. Il est Professeur des Universités à la Faculté des Lettres, Langues et Sciences Humaines d'Orléans depuis 2005.
Il a été lauréat du prix Francis Garnier en 1999, "dont l'auteur a témoigné de qualités particulières d'exploration ou de voyage dans le continent asiatique" (Société de Géographie), puis lauréat du prix Jules Girard (dit aussi prix d'océanographie) en 2003, "décerné à un Français pour des travaux de physiographie maritime ou littorale" (Société de Géographie).
Il a soutenu une thèse de doctorat en 1994, intitulée Le Baïkal et le Léman, géographie et histoire de la géographie de deux lacs, puis une thèse d'HDR en 2001, portant sur la physique de la température de l'eau.

## Publications

### Ouvrages
- Laurent Touchart, La Russie et le changement climatique : Une nouvelle géographie du froid, L'Harmattan, 2011, 268 p. (ISBN 978-2-296-56244-8, lire en ligne)
- Laurent Touchart, Les milieux naturels de la Russie : Une biogéographie de l'immensité, L'Harmattan, 2010, 458 p. (ISBN 978-2-296-11992-5, lire en ligne)
- Laurent Touchart, La vie au fil de l'eau : Lacs du monde, Grenoble, Glénat, 2008, 160 p. (ISBN 978-2-7234-6498-7)
- Laurent Touchart, Géographie de l'étang : Des théories globales aux pratiques locales, Paris, L'Harmattan, 2007, 228 p. (ISBN 978-2-296-02936-1)
- Delphine Brunaud et Laurent Touchart, L'étang de Landes : De sa création au classement en réserve naturelle, Guéret, Société des Sciences Naturelles, Archéologiques et Historiques de la Creuse, 2007, 106 p. (ISBN 978-2-903661-35-9)
- Laurent Touchart et Matthieu Graffouillère, Les étangs limousins en questions, Limoges, L'AIGLE, 2004, 188 p. (ISBN 2-9521309-0-6)
- Laurent Touchart, Hydrologie : Mers, fleuves et lacs, Armand Colin, 2003, 190 p. (ISBN 978-2-200-26461-1)
- Laurent Touchart, Limnologie physique et dynamique : Une géographie des lacs et des étangs, L'Harmattan, 2002, 395 p. (ISBN 2-7475-3463-4, lire en ligne)
- Laurent Touchart, Les lacs : Origine et morphologie, L'Harmattan, 2000, 210 p. (ISBN 2-7384-9800-0, lire en ligne)
- René Létolle et Laurent Touchart, Grands lacs d'Asie, L'Harmattan, 1998, 232 p. (ISBN 2-7384-9800-0)
- Emmanuèle Gautier et Laurent Touchart, Fleuves et lacs, Armand Colin, 1999, 96 p. (ISBN 978-2-200-21830-0)
- Laurent Touchart, Le lac Baïkal, L'Harmattan, 1998, 240 p. (ISBN 2-7384-6411-4, lire en ligne)

### Articles
- Laurent Touchart et Pascal Bartout, "La gestion du risque thermique en étang : le cas de la dérivation" Riscuri şi catastrofe, 2011, vol. 9, pp. 149-161.
- Laurent Touchart and Pascal Bartout, "The influence of monk equipped ponds on the quality of basin head streams, the example of water temperature in Limousin and Berry (France)" Lakes, Reservoirs and Ponds, Romanian Journal of Limnology, 2010, n. 4 : pp. 81-108.
- Laurent Touchart et Nicolas Lhéritier, "Ruisseaux, têtes de bassin et risques : l'exemple des plateaux limousins (France)" Riscuri şi catastrofe, 2009, vol. 7, pp. 23-41.
- Laurent Touchart et Yann Clavé, "La répartition des populations piscicoles en Creuse (Limousin), l'apport géographique des pêches électriques en tête de bassin", Norois, 2009, n. 211, pp. 23-36.
- Laurent Touchart and Jérôme Bouny, "Phytoplankton geographic spatialization in two ponds in Limousin (France)" Applied Geography, 2008, n. 28 : pp. 295-310.
- Laurent Touchart and Yann Clavé, "Repartition of fish populations in the department of Creuse (France), the geographical contribution of electrofishing in headstreams" Studia Universitatis Vasile Goldiş (life sciences series), Arad, 2008, n. 18 : pp. 333-338.
- Gheorghe Şerban et Laurent Touchart, "Un nouveau parc naturel autour d'un vieux lac artificiel : les enjeux d'une Roumanie en transition dans les monts Apuseni" Géocarrefour, 2007, vol. 82 n. 4 : pp. 243-253.
- Laurent Touchart et Emmanuel Coudert, "Le risque hydrologique urbain : le cas des eaux souterraines à Limoges" Riscuri şi catastrofe, 2007, vol. 4, pp. 32-43.
- Laurent Touchart et Jérôme Bouny, "Geographic distribution of plankton ponds and land managment in Limousin (France)" Studia Universitatis Babeş-Bolyai Geographia, 2007, vol. 52, n. 2 : pp. 203-220.
- Laurent Touchart, "Lacs et risques : un essai de typologie" Riscuri şi catastrofe, 2006, vol. 3, pp. 13-20.
- Laurent Touchart, "La définition de l'étang : le point de vue de la géographie limnologique" Studia Universitatis Babeş-Bolyai Geographia, 2006, vol. 51, n. 1 : pp. 117-132.
- Gheorghe Şerban, Mircea Alexe et Laurent Touchart, "L'évolution du modelé lacustre et la salinité des lacs de Cojocna (Plaine de Transylvanie, Roumanie)" Géographie Bulletin de l'Association de Géographes Français, 2005, vol. 82, n. 2 : pp. 234-245.
- Laurent Touchart, "Lacs, étangs et zones humides : une démarche de géographie limnologique" Géographies Bulletin de l'Association de Géographes Français, 2005, vol. 82, n. 2 : pp. 197-198.
- Laurent Touchart, "Typologie des lacs polaires : une démarche de géographie limnologique" Norois, 2005, n. 194 : pp. 97-107.
- Delphine Brunaud et Laurent Touchart, "Le bassin de Gouzon, un climat à deux visages, un rivage à deux nuages" Mémoires de la Société des Sciences Naturelles, Archéologiques et Historiques de la Creuse, 2005, vol. 51 : pp. 21-30.
- Laurent Touchart, "Tourisme et développement durable sur les littoraux lacustres" La Géographie Acta Geographica, 2004, n. 175(1515) : pp. 19-29.
- Pierre Papon et Laurent Touchart, "Le Balaton, archétype du lac-étang" Annales de Géographie, 2003, vol. 112, n. 632 : pp. 339-356.
- Benoît Savy et Laurent Touchart, "Les lacs à déstratificateur thermique et le cas de Mas Chaban (Charente, France)" Revue de Géographie Alpine, 2003, vol. 91, n. 1 : pp. 81-91.
- Laurent Touchart, "Der tägliche un jahreszeitliche Einfluss kleiner Wasserflächen auf die Temperatur von Wasserläufen am Beispiel des Sees Theil im Limousin" Hydrologie und Wasserbewirtschaftung, 2001, vol. 45, n. 5 : pp. 194-200.
- Naoko Ishiguro et Laurent Touchart, "Sur la trace des dieux de la banquise du lac Suwa" La Géographie Acta Geographica, 2001, n. 173(1500) : pp. 27-34.
- Laurent Touchart, "Qu'est-ce qu'un lac ?" Bulletin de l'Association de Géographes Français, 2000, vol. 77, n. 4 : pp. 313-322.
- Laurent Touchart, "La température de l'eau en Limousin" Norois, 1999, vol. 46, n. 183 : pp. 441-451.
- Laurent Touchart, "L'Angara" Acta Geographica, 1999, n. 171(1494) : pp. 5-20.
- Laurent Touchart et Naoko Ishiguro, "Les lacs japonais" Annales de Géographie, 1999, vol. 108, n. 606 : pp. 115-133.
- Bernard Dussart et Laurent Touchart, "André Delebecque et le centenaire de la limnologie française" Annales de Géographie, 1998, vol. 107, n. 602 : pp. 446-453.
- Laurent Touchart et Elena Torgachova, "Khabarovsk" L'Information Géographique, 1998, vol. 62, n. 2 : pp. 75-84.
- Laurent Touchart, "Le Baïkal" Annales de Géographie, 1996, vol. 105, n. 589 : pp. 235-256.
- Laurent Touchart, "Le Koussougol, un Atlantique lacustre" Norois, 1996, vol. 43, n. 170 : pp. 323-337.
- Laurent Touchart, "Les lacs dans le cycle physique et anthropique de l'eau" Bulletin de l'Association de Géographes Français, 1996, vol. 73, n. 2 : pp. 108-118.
- Laurent Touchart, "Irkoutsk" L'Information Géographique, 1995, vol. 59, n. 4 : pp. 133-142.
- Laurent Touchart, "La pollution du Baïkal" Norois, 1995, vol. 42, n. 167 : pp. 465-478.
- Laurent Touchart, "La limnologie russe" Annales de Géographie, 1994, vol. 103, n. 580 : pp. 651-654.
- Laurent Touchart, "La machine lacustre : l'exemple du Léman" Annales de Géographie, 1993, vol. 102, n. 573 : pp. 449-471.
- Laurent Touchart, "Limnologie et géographie des lacs en 1992" Annales de Géographie, 1992, vol. 101, n. 565 : pp. 331-335.
- Laurent Touchart, "1992, l'année François-Alphonse Forel" Annales de Géographie, 1992, vol. 101, n. 565 : pp. 319-321.

### Participations à des ouvrages collectifs
- Laurent Touchart, "Amour (fleuve)", "Danube", "Ienisseï", "Volga" in Encyclopaedia Universalis, 2008, vol. 2, 7, 12, 24 : pp. 169-170, 322-324, 198-200, 883-885.
- Laurent Touchart, "Limnologie alpine" in Dictionnaire encyclopédique des Alpes, 2006, Glénat, vol. 1 : pp. 422-423.